# Красницкий, Александр Иванович
Алекса́ндр Ива́нович Красни́цкий (10 сентября [29 августа] 1866, Москва — 29 января [16 января] 1917, Санкт-Петербург) — российский писатель и журналист. Имел более 50 псевдонимов, но больше известен как «Александр Лавров».

## Краткая биография
Единственный сын художника Императорской Академии Художеств — Ивана Яковлевича Красницкого, родился в Москве. Раннее детство Александра прошло в имении родителей в селе Махерово Ржевского уезда Тверской губернии, а затем в разъездах с отцом по Московской, Тверской, Новгородской губерниям, древности которых фотографировал отец. Самостоятельно научившись читать в 5 лет читал без разбора все, что находил в огромной отцовской библиотеке.
Не прошло мимо Александра и то, что его отец воспитывался с семьей Алексея Хомякова и встречался со всеми выдающимися деятелями того времени. Иван Яковлевич был лично знаком с Гоголем, Белинским, князем Петром Вяземским, Иваном Аксаковым и многими другими известными людьми своего времени.
Все эти встречи и дела отца отразились в дальнейшем на творчестве Александра Ивановича Красницкого.
В 1883 году он написал свою первую заметку в «Петербургской газете», а вскоре стал профессиональным журналистом. Работал в «Петроградской газете» (1885), попутно в «Минуте» (редакция А. А. Соколова), «Новостях», в «Петербургской газете» был сотрудником до 1891 года, редактировал ежедневные газеты «Последние новости» (1907—1908), «Новый голос» (1908).
В 1892 году Александр Иванович стал сотрудником издательства «Родина» А. А. Каспари, которое находилось в Санкт-Петербурге на Лиговской улице. С марта 1894 года стал помощником редактора вообще всех изданий: газеты «Родина», журналов «Родина», «Всемирная Новь», «Общественная библиотека», «Клад», «Весельчак», «Живописное обозрение всего мира». Редактировал издававшиеся Каспари газеты: «Последние Известия», «Новый голос», «Вечерний Петербург», «Новая Столичная Газета», юмористический журнал «Смех и Сатира», двухнедельный журнал «Сборник русской и иностранной литературы». Большая часть литературных работ Александра Красницкого напечатана в изданиях А. А. Каспари и в приложениях к ним, а кроме того, многие произведения вышли отдельными изданиями у П. П. Сойкина, А. Ф. Девриена, М. О. Вольфа, И. Д. Сытина.
В Санкт-Петербурге, вместе с отцом, проживал по адресу: ул. Боровая, 26-19
За весь период своего творчества Александр Иванович написал около 100 романов, множество рассказов, стихов. В 1905 году под псевдонимом Александр Лавинцев выпустил стихотворение "Адмирал" об отправке на русско-японскую войну эскадры З.П. Рожественского, в котором победила русская эскадра. Им были написаны краткие биографические очерки «О Белинском», «О Пушкине», биографии и примечания к полным собраниям сочинений Пушкина, Жуковского, Гоголя, Никитина, произведениям «Герои Шекспира», «Французское нашествие 1913 г». Его книги «Петра Творение», «Чудо-Вождь», «Слезы», «Маленький геркулес», «Под Русским знаменем», выдержали несколько изданий. Пьесы «Генералиссимус Суворов» и «Ласковое телятко» с успехом шли на сцене Народного дома.
29 января 1917 года, после продолжительной болезни, Александр Иванович скончался. Похоронен на Северном (3-м Парголовском) кладбище в Санкт-Петербурге. Могила утрачена.
В СССР его произведения не издавались. В 1990-х ряд произведений издан массовыми тиражами.

## Псевдонимы: Согласно словарюМасанова И. Ф.
1) А. К.; 2.) Ал-Ла; 3) Абрек; 4) Альф Омегин; 5) Амур в отставке; 6) Бен-Амур; 7) Брекекеке; 8) Вашенко, М.; 9) Гефис; 10) Гименей Гименевич; 11) Громобой Громобоев; 12) Дед ворчун; 13) Дядя Саша; 14) Жан Опенкин; 14а) Изергиль; 15) Кононов, Н.; 16) Короткевич, П.; 17) Кублин, М.; 18) Кудин, Осип; 19) Кузнецов, С.; 20) Лавинский, А.; 21) Лавинцев, А. И.; 22) Лавров, А. И.; 23) Лавров, Александр; 24) Легкомыслящий петербуржец; 25) Мигае, В.; 26) Поярков,Т р.; 27) Румянцев, С.; 28) Старый дедка; 29) Суханов, Павел; 30) Тихомиров, С.; 30а) Тмин, Маркиан; 31) Товарищ; 32) Трехбунчужный Паша; 33) Хитрова, Анна; 34) Юрченко, И. 35) Ал. Эльский; 36) Микромегас

## Перечень произведений
- Матсмайские пленники. 1896
- Под властью тьмы и света. Роман в 2-х томах. СПб., 1899
- Роковые миллионы. 1897
- По стопам великого Петра. Санкт-Петербург, 1902 год. Издание А. А. Каспари.
- За приподнятою завесой : Фантаст. повесть о делах будущего. СПб.,1900
- Верным путем. Повесть. 1899, 1900, 1905
- Жестокое испытание. СПб., 1901
- Чудо-богатыри. 1900
- Два богатыря. Роман. СПб., 1903
- Петра творенье. СПб., 1902
- Пред рассветом. Повесть. (под псевд. А. Лавров)
- Под волнами Иматры. Роман. СПб., 1902. (под псевд. А. Лавров)
- Маленький Геркулес. Повесть. 1900, 1910
- В дали веков. СПб., изд. Сойкина, 1900, 1901
- В пасти дракона, Роман, 1901
- Небесами побежденные. 1901
- От океана к океану. СПб., 1901
- По чужим волнам. СПб., 1901
- По стопам Великого Петра. 1902
- Манчжурское золото. Роман. СПб., 1903 (под псевд. А. Лавров)
- Тайна океана. 1903
- Гроза Византии. Роман. 1898
- Красное солнышко. Роман. СПб., 1907
- Под русским знаменем Повесть-хроника освободительной войны 1877—1878 гг. СПб., 1902, 1903, 1912
- стихотворение Учительный старец о прп. Серафиме Саровском: 1903
- Слезы Повесть из гимназического быта. СПб., 1900. Берлин, Издательство А. Ф. Девриена, 1921.
- Под щитом Севастополя: Исторический роман. 1904 г. СПб. Издание А. А. Каспари. 511 с., (под псевд. А. Лавинцев)
- В тумане тысячелетий: про первого князя Рюрика и возникновение Руси. 1895
- Белый генерал. Повесть-хроника. 1904,1914.
- Врасплох. Повесть. 1905
- Ренегат. Роман. 1905
- Подонки смуты. Повесть. 1906 (под псевд. А. Лавров)
- Псковитянка. Повесть. 1906
- Под святым крестом. СПб., 1906 (под псевд. А. Лавинцев)
- Кровавый пожар. СПб., 1907 (под псевд. А. Лавинцев)
- Свет истины., 1907 (под псевд. А. Лавров)
- Красная княгиня. Повесть. СПб., 1908 (под псевд. А. Лавров)
- На закате любви. Роман. СПб., 1910 (под псевд. А. Лавинцев)
- Русский чудо-вождь. 1910
- Трон и любовь. 1910 (под псевд. А. Лавинцев)
- Оберегатель. Роман. СПб. 1911 (под псевд. А. Лавинцев)
- Царица-полячка. 1911. (под псевд. А. Лавинцев)
- Последние орлы. Роман. СПб., 1912 (под псевд. А. Лавинцев)
- Тайна июльской ночи. СПб., 1898, 1912 (под псевд. А. Лавров)
- Воскресшая душа. Роман. СПб., 1913 (под псевд. А. Лавров)
- Дочь Рагуила. Роман. Спб., 1913 (под псевд. А. Лавров)
- Принцесса-бродяжка. 1913 (под псевд. А. Лавров)
- Тайна минувшего., 1913 (под псевд. А. Лавров)
- Сердце победило. 1914. (под псевд. А. Лавинцев)